# Škoda Octavia
La Škoda Octavia è un'autovettura appartenente al segmento C costruita e prodotta dalla casa automobilistica ceca Škoda dal 1996. 
Primo modello realizzato dopo l'acquisizione da parte di Volkswagen, nella scelta del nome l'azienda decise di riprendere la denominazione già in uso su una serie di autovetture prodotte dal 1959 al 1971. Le nuove serie prodotte nel XXI secolo, derivate in parte da progetti in comune con Volkswagen Golf, Audi A3 e SEAT León, sono quattro. La prima è stata prodotta dal 1996 al 2004, la seconda dal 2004 al 2012, la terza del 2012 al 2019 mentre la quarta ha debuttato nel 2019.
Nel mercato greco, la vettura è chiamata Octavia5, mentre in quello indiano viene commercializzata come Škoda Laura.

## Prima generazione (Typ 1U; 1996-2004)

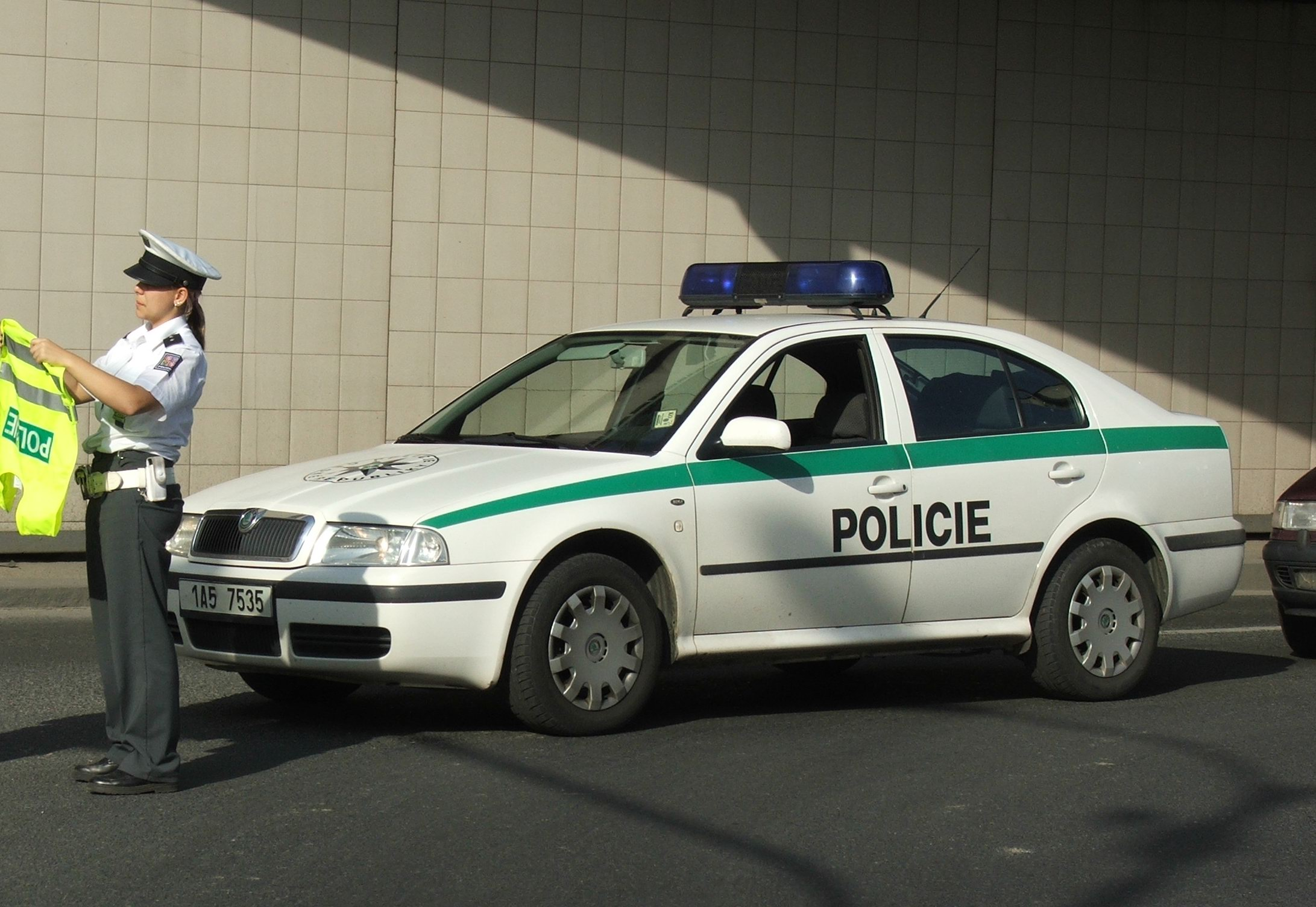
Una Škoda Octavia in dotazione alla polizia della Repubblica Ceca

La prima generazione della Škoda Octavia viene presentata alla fine del 1996, per essere poi lanciata sul mercato all’inizio dell’anno successivo.
Il progetto della nuova vettura inizia già all’inizio degli anni '90, quando ancora lo Stato ceco era partner di Škoda. Il design iniziale viene quindi affidato a Giorgetto Giugiaro, ma successivamente il progetto viene accantonato dall’allora primo ministro ceco Vaclav Klaus. Successivamente, con il passaggio del marchio al gruppo Volkswagen, il progetto viene rispolverato e il design della nuova vettura affidato a Luc Donckerwolke, che realizza una linea moderna e di aspetto solido. Il progetto di Giugiaro viene invece dirottato per la Seat Toledo di seconda generazione.
La prima generazione di Octavia è basata su una piattaforma condivisa con il gruppo Volkswagen (PQ34 nota anche come A4) che ha debuttato su Audi A3 nel 1996, e che è stata usata per numerosi modelli del gruppo tra cui la Volkswagen Golf IV. La Octavia viene però costruita nello stabilimento Škoda modernizzato a Mladá Boleslav, nella Repubblica Ceca. Essa viene quindi commercializzata inizialmente in versione berlina a tre volumi (ma con 5 porte) con tre allestimenti: LX, GLX e SLX.
Quest'auto, che ha ricevuto 4 stelle nel crash test dell'Euro NCAP del 2001 , aveva una dotazione di serie convincente sia per quanto riguarda la sicurezza automobilistica sia per il comfort. Già di serie sulla base ABS, doppio airbag e barre anti-intrusione laterali.
I motori inizialmente sono il 1.6 (con 75 CV, non commercializzato in Italia, o 102 CV) e il 1.8 20V 125 CC a benzina e il 1.9 diesel in versione aspirata (SDI da 68 CV, non disponibile in Italia) e turbocompressa (TDI da 90 CV poi ri-tarato a 110 CV). 

### Evoluzione
Nel 1998 debutta la versione familiare, denominata Combi o Wagon a seconda dei mercati. Questa versione è stata quella maggiormente venduta, probabilmente viste le sue generose capacità di carico in relazione agli ingombri esterni e alle caratteristiche prestazionali e di consumi. Sempre nel 1998 il motore 1.8 20V viene affiancato da una versione turbocompressa da 150 CV; il motore 1.8 aspirato sarà sostituito l’anno successivo da un 2.0 con 116 CV.
Dal 1999, inoltre, la versione Wagon poteva essere equipaggiata con motori 1.9 TDI e 1.8 T in abbinamento alla trazione integrale con viscofrizione a lamelle Haldex di origine Volkswagen. Tali versioni hanno una maggiore altezza da terra e un serbatoio del carburante più grande (63 litri anziché 55).
Nel 1999 viene commercializzato poi il modello speciale Laurin & Klement, che diventa il modello top di gamma, con numerosi accessori di serie quali lavafari, cerchi in lega leggera da 16 pollici, tetto in vetro scorrevole/sollevabile elettricamente, interni in pelle beige con sedili riscaldati per conducente e passeggero anteriore, rivestimenti interni in simil radica, volante in pelle, cruise control, climatizzatore automatico Climatronic e sistema audio Symphony. Questo modello speciale era disponibile solo in combinazione con i due motori superiori da 1.9 TDI con 81 kW (110 CV) e 1.8 T 20 V con 110 kW (150 CV).
Nel frattempo, durante il 2000 le versioni più ricche SLX e Laurin & Klement vengono caratterizzate da una plancia interna ridisegnata e con materiali di maggiore qualità, mentre le altre versioni continuano a montare la precedente plancia.

#### Restyling 2000

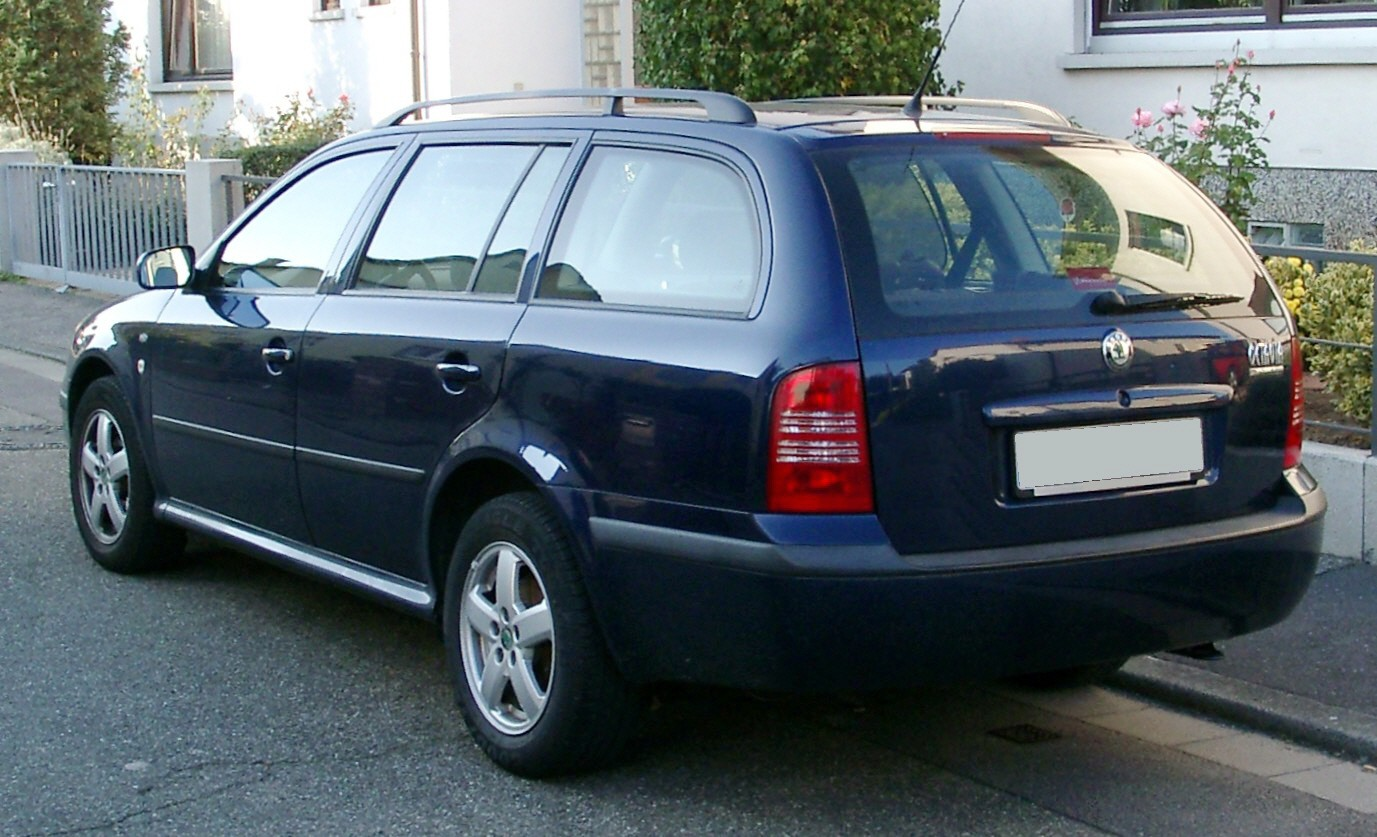
Vista posteriore di una Škoda Octavia Station-Wagon dopo il restyling del 2000

Nell'autunno 2000 la Škoda Octavia viene sottoposta ad un restyling. Esternamente le modifiche sono ridotte e si limitano a nuovi paraurti completamente verniciati e nuovi fari. Internamente invece tutte le versioni montano la plancia ridisegnata che aveva debuttato l’anno precedente sulle versioni più ricche.  Sono stati apportati anche cambiamenti strutturali, ovvero principalmente ulteriori irrigidimenti del tetto tra i montanti B e agli angoli nel vano motore. Inoltre debuttano nuovi optional disponibili a richiesta come i fari allo xeno, il navigatore satellitare o i sensori pioggia.
Vengono inoltre rinominati gli allestimenti che diventano Comfort, Ambiente ed Elegance.

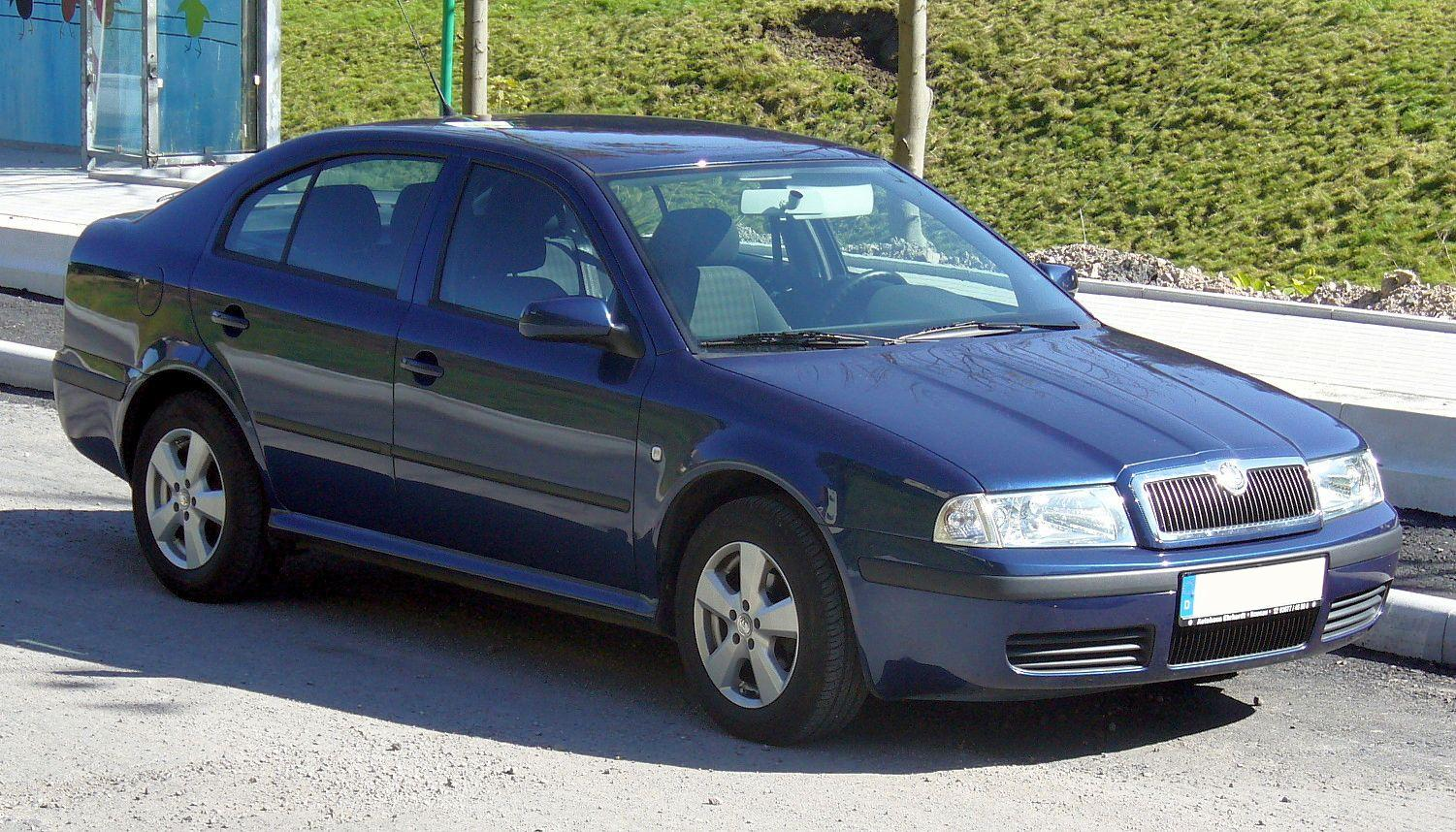
Octavia Sedan restyling

Infine, debuttano nuovi motori come un 1.4 a 16 valvole da 55 kW (75 CV) che sostituisce il 1.6 nella sua versione meno potente (non commercializzata in Italia e con scarse prestazioni) e il nuovo diesel 1.9 che adotta la tecnologia pompa-iniettore per le versioni più potenti da 101 CV e 130 CV, le medesime montate su Audi e Volkswagen. Tutte le versioni di questo motore, diffusissimo su tutte le auto del gruppo VAG, montavano 8 valvole in totale. I consumi extraurbani del TDI iniettore-pompa erano nell'ordine dei 20 km a litro, grazie alla notevole pressione del complesso sistema di iniezione. Il 1.9 TDI 101 CV iniettore-pompa garantiva una coppia massima superiore al precedente 1.9 TDI 110 CV con pompa rotativa: 240 Nm contro 230 Nm. Inoltre con l’aggiornamento vengono previsti più abbinamenti con versioni a trazione integrale.
Nel 2001 debutta la Škoda Octavia RS realizzata in versione berlina inizialmente e poi anche in versione familiare. Montava un propulsore 1.8 Turbo a benzina che eroga 180 CV (lo stesso montato sulla versione di serie, con un aumento di potenza di 30 CV) accoppiato ad un cambio a 5 marce. Facevano parte dell'allestimento l'assetto ribassato ed i cerchioni in lega leggera da 17 pollici, sedili sportivi, volante a tre razze e numerosi altri dettagli che conferivano un aspetto più "cattivo" e aggressivo alla berlina ceca.
Nel 2004 debutta la nuova generazione di Octavia, tuttavia la prima generazione continua ad essere offerta in alcuni mercati come modello speciale Tour (in Austria Drive) parallelamente alla Octavia II fino alla fine del 2010 con una gamma di motori semplificata.

### Motorizzazioni
| Modello             | Disponibilità       | Motore  | Cilindrata (cm³) | Potenza         | Coppia massima (Nm) | Emissioni CO2 (g/km) | 0–100 km/h (secondi) | Velocità max (km/h) | Consumo medio (km/l) |
| 1.4 cat.            | 2004                | Benzina | 1390             | 55 kW (75 CV)   | 126                 | 166                  | 15,5                 | 170                 | 13,7                 |
| 1.6 cat.            | dal debutto al 2000 | Benzina | 1598             | 55 kW (75 CV)   | 135                 | n.d                  | 14,6                 | 170                 | 12,3                 |
| 1.6/102 CV cat.     | dal debutto al 2004 | Benzina | 1598             | 75 kW (102 CV)  | 148                 | n.d                  | 11,8                 | 190                 | 13,5                 |
| 1.8 cat.            | dal debutto al 1999 | Benzina | 1781             | 92 kW (125 CV)  | 173                 | n.d                  | 10,9                 | 201                 | 12,4                 |
| 1.8 T 20V cat.      | dal 1999 al 2004    | Benzina | 1781             | 110 kW (150 CV) | 210                 | n.d                  | 8,4                  | 219                 | 12,1                 |
| 1.8 T 20V RS cat.   | dal 2001 al 2003    | Benzina | 1781             | 132 kW (179 CV) | 235                 | n.d                  | 7,9                  | 235                 | 11,9                 |
| 2.0 cat.            | dal 1999 al 2003    | Benzina | 1984             | 85 kW (116 CV)  | 170                 | n.d                  | 10,8                 | 198                 | 11,8                 |
| 1.9 TDI cat.        | dal debutto al 2004 | Diesel  | 1896             | 66 kW (90 CV)   | 210                 | n.d                  | 13,2                 | 182                 | 19,0                 |
| 1.9 TDI/110 CV cat. | dal 1999 al 2004    | Diesel  | 1896             | 81 kW (110 CV)  | 235                 | n.d                  | 11,1                 | 191                 | 19,1                 |
| 1.9 TDI/130 CV cat. | dal 2003 al 2004    | Diesel  | 1896             | 96 kW (130 CV)  | 310                 | 146                  | 9,7                  | 207                 | 17,6                 |

## Seconda generazione (Typ 1Z; 2004-2012)
La seconda serie viene introdotta sul mercato nel 2004.

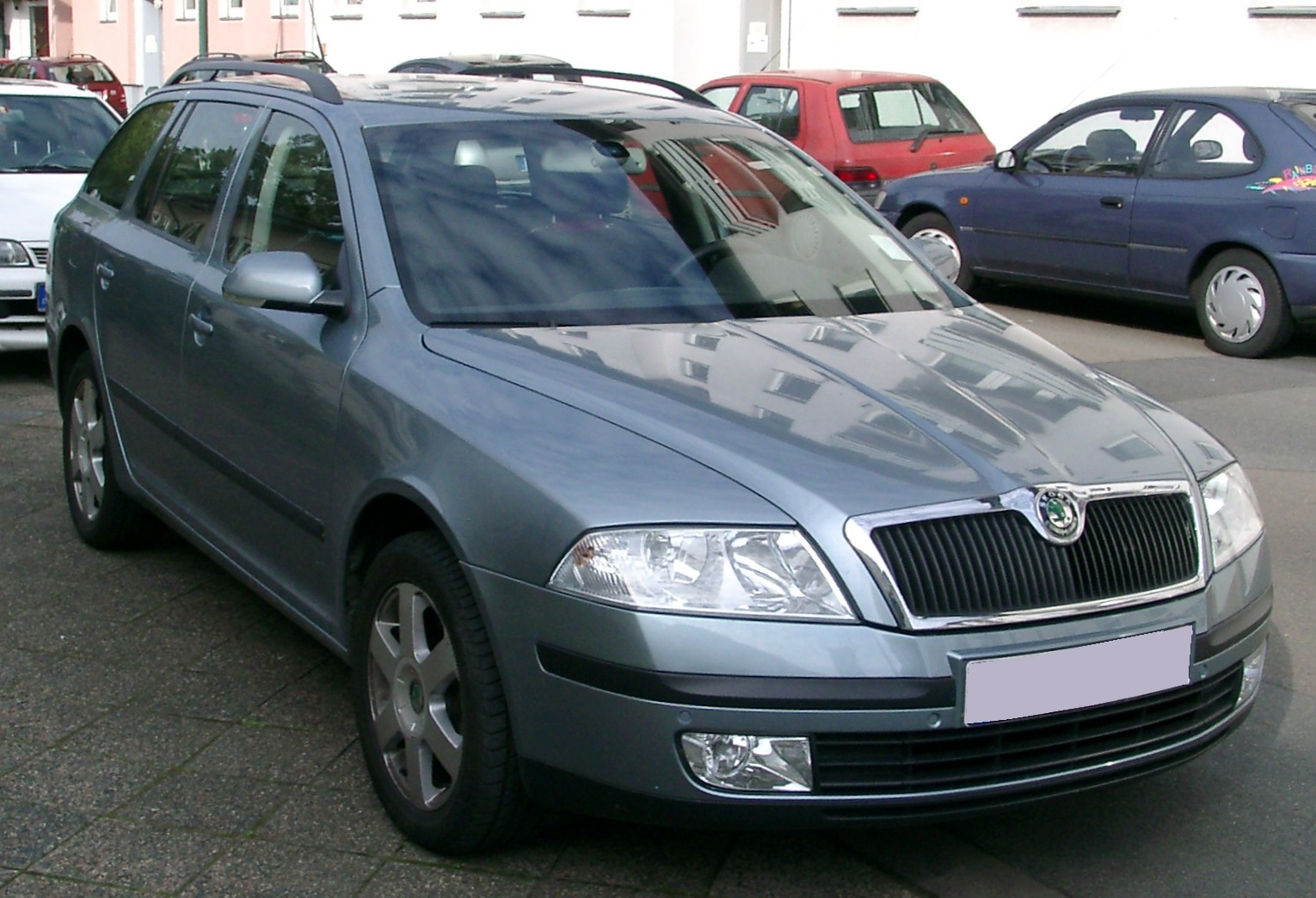
Škoda Octavia II Familiare

La nuova serie si presenta completamente rinnovata rispetto alla prima in quanto è costruita sulla piattaforma PQ35 (nota anche come A5) del gruppo Volkswagen su cui sono state realizzate svariate automobili del gruppo, tra cui la Volkswagen Golf V. 
La linea è stata completamente ridisegnata, pur mantenendo l’impostazione di berlina a tre volumi e cinque porte della serie precedente. Ad ogni modo l’aspetto della vettura appare più importante, complici anche le dimensioni aumentate soprattutto in lunghezza (+70 mm) e in larghezza (+40 mm). Anche questa serie offre diverse possibilità di personalizzazione con quattro allestimenti: Classic, Ambiente, Elegance ed RS. Si aggiungerà poi anche la versione offroad Scout.
Dal punto di vista dei motori a benzina, alcuni propulsori sono rimasti invariati, come il 1.4 16v a benzina (poi soppresso), ed il 1.6 MPI leggermente aggiornato. Del tutto inediti su questo modello altri motori a benzina, come il 2.0 FSI da 150 CV, ordinabile con le versioni di serie, ed un motore simile ma sovralimentato (TFSI, antenato dell'odierno TSI) da 200 CV, ordinabile solo con l'allestimento RS. Entrambi i motori utilizzano la tecnologia, sviluppata da Audi e diffusa in seno al gruppo VAG per tutti i motori di fascia medio-alta, FSI, acronimo di iniezione diretta di benzina. 
Per quanto riguarda i motori a gasolio c'è il 1.9 TDI con sistema iniettore-pompa tarato a 105 CV ed un 2.0 TDI in versione da 140 CV con tecnologia o 170 CV, sempre a iniettore-pompa ma dotato di iniettori piezo-elettrici che garantiscono una maggiore precisione di iniezione e una inferiore rumorosità. 
Nel 2004 è stata sottoposta di nuovo al crash test dell'Euro NCAP, anche in questa nuova versione totalizzando quattro stelle.

### Evoluzione
Nel 2005, un anno dopo la berlina, viene presentata anche la variante familiare (denominata Combi o Station Wagon a seconda dei mercati), che diventa ben presto la variante più venduta. Nello stesso anno debuttano le versioni sportive RS, equipaggiate con un motore 2.0 TFSI (TSI per la versione aggiornata) nella configurazione a benzina da 200cv o con motore 2.0 turbo diesel a iniezione diretta con sistema common-rail da 170 CV, da cui trae spunto dalla versione da competizione che gareggia nel Rally nella classe WRC insieme ad altri modelli Škoda quali Felicia (classe kit car) e Fabia (classe WRC). Entrambi i motori sono possono essere equipaggiata con il cambio automatico DSG a 6 rapporti Al momento dell'uscita, l'Octavia RS di seconda serie era la Škoda più potente e veloce mai prodotta.
Nel 2006 debutta la versione Scout, disponibile solamente in versione Station-Wagon. Si tratta di una versione speciale a trazione integrale caratterizzata da parafanghi non verniciati e da una maggiore altezza da terra (+40 mm rispetto alle versioni a due ruote motrici).

#### Restyling 2008

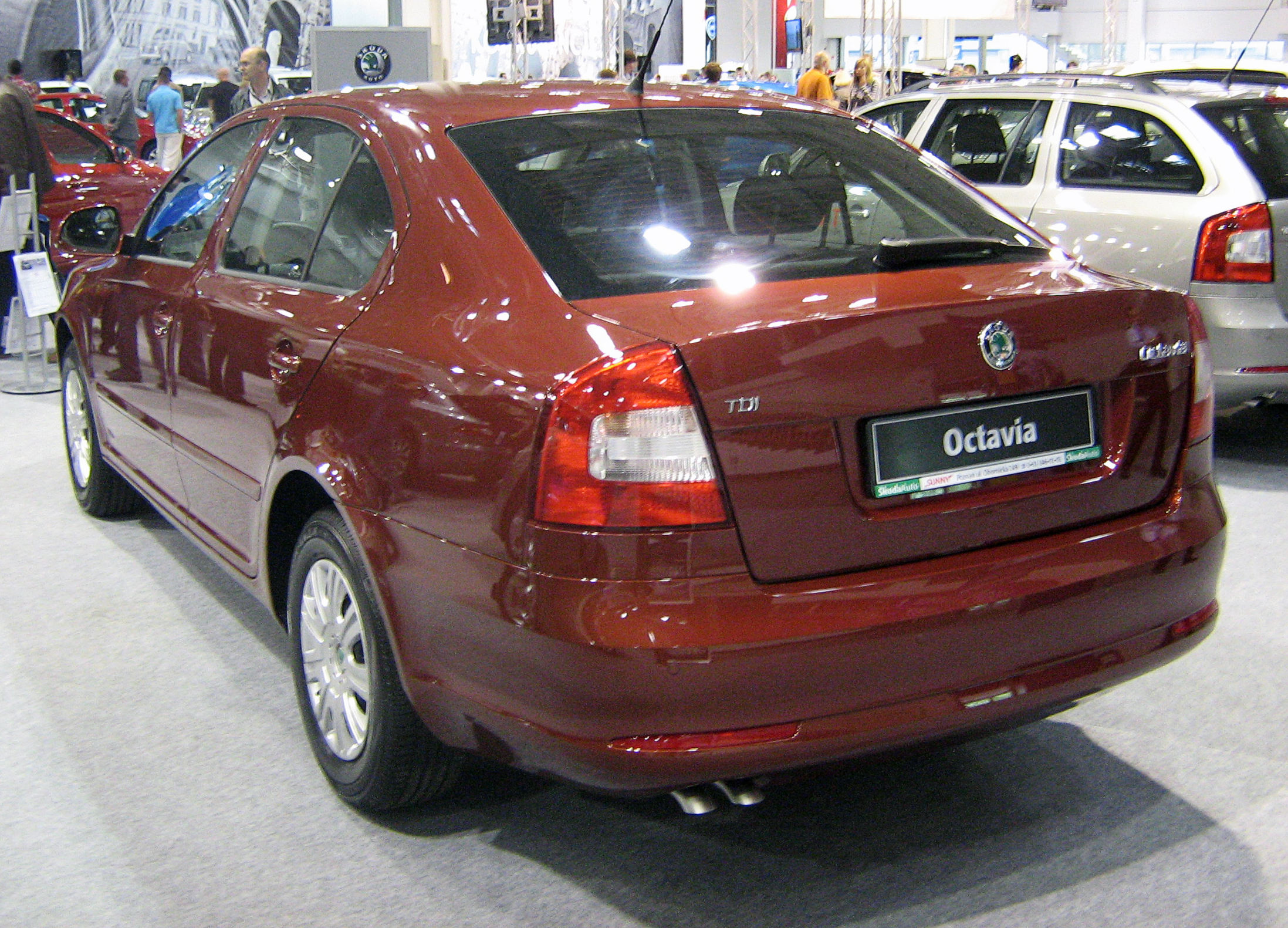
Škoda Octavia restyling 2008, vista posteriore

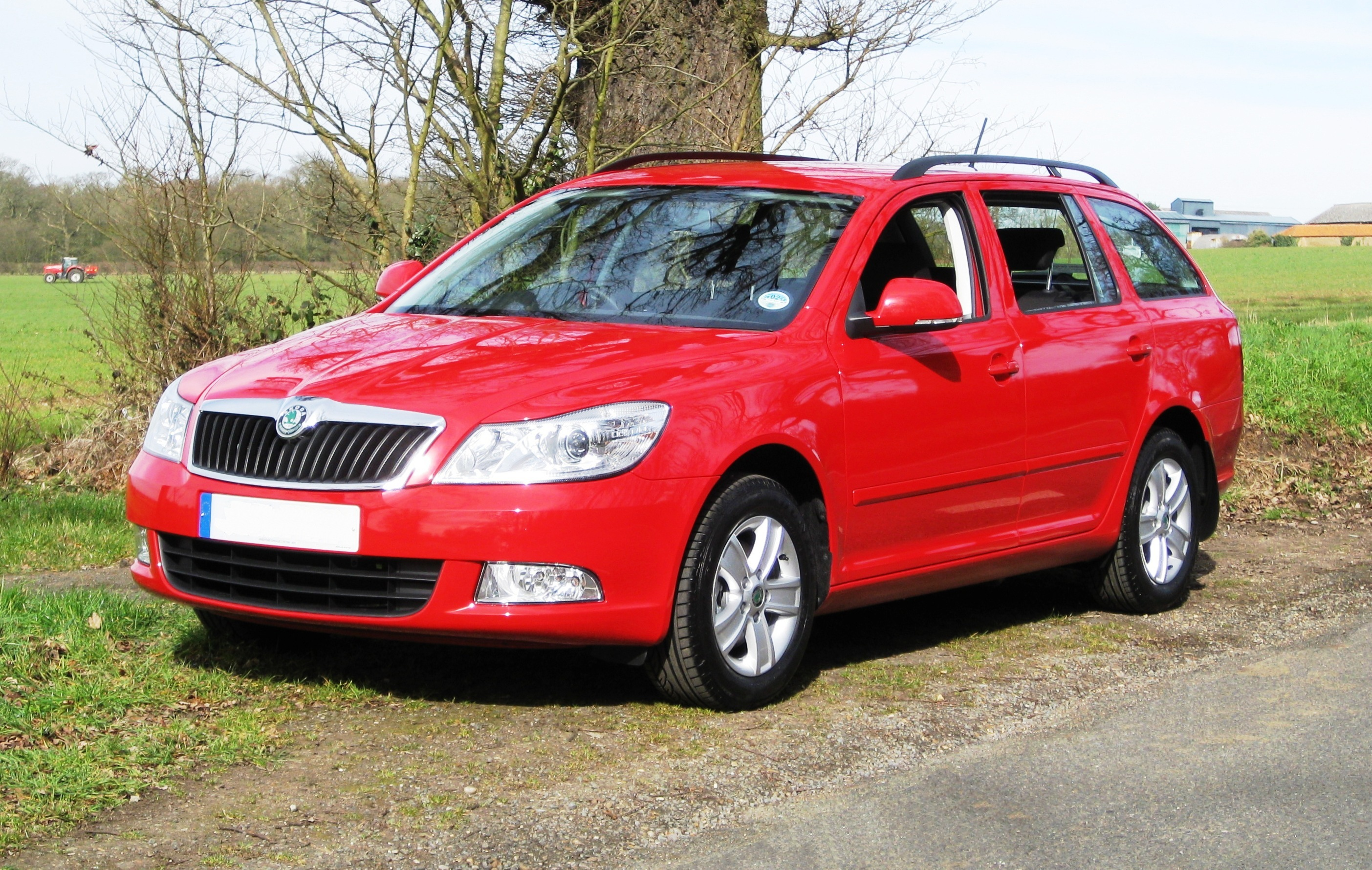
Škoda Octavia Wagon restyling 2008

Al Salone di Parigi del 2008 è stato presentato un aggiornamento dell'Octavia, che sarà commercializzato a partire dall’anno successivo. I gruppi ottici anteriori sono stati ridisegnati e ingranditi e le versioni RS sono caratterizzate da quattro LED per ogni proiettore frontale che, posti tra i proiettori principali ed i fendinebbia, fungono da luci diurne. I paraurti vengono ridisegnati e non presentano più le strisce di protezione in gomma, mentre nella parte posteriore compaiono nuovi catadiottri integrati nel paraurti. 
All’interno vengono rivisti i rivestimenti, il disegno del volante e alcuni rivestimenti, ma senza modifiche sostanziali al layout complessivo.
Oltre a cambiamenti estetici, l'Octavia si presenta con un set di accessori più ampio: due tipi di navigatore satellitare con schermo tattile, lettore di schede di memoria, ingresso per apparecchi multimediali; dodici altoparlanti con equalizzatore digitale; riscaldamento dei sedili anteriori e posteriori; fari allo Xenon autoadattativi. I vari accessori sono stati ripartiti nelle varie versioni in modo da mantenere la possibilità di scelta tra un modello spartano ed economico ed uno più elaborato e lussuoso.
Anche sotto il cofano e nella meccanica sono state introdotte novità: a partire dalla fine del 2008 la media ceca abbandona la tecnologia iniettore-pompa per i TDI ed abbraccia il sistema common-rail. In un periodo di alcuni mesi i nuovi motori 1.6 TDI 105 CV, 2.0 TDI 140 CV e 2.0 TDI 170 CV sostituiscono le precedenti unità di pari potenza.
Ci sono inoltre i motori turbo a benzina sovralimentati ad iniezione diretta, sviluppati dal gruppo Volkswagen. Le "new entries", il 1.4 ed il 1.8 TSI sviluppano rispettivamente 122 CV e 160 CV. Nonostante i valori di potenza, l'accoppiamento con il cambio a doppia frizione automatico a sette marce rende questi motori parchi nei consumi ma brillanti nelle prestazioni. Con il 1.4 l'Octavia raggiunge i 200 km/h, mentre con il 1.8 raggiunge i 220; per i tempi 0-100 si parla di 9,7 secondi per il motore più piccolo e 7,8 secondi per il più grande. Dal punto di vista tecnico/storico dei cambi automatici è opportuno rilevare che sul motore 1.8, il fatto che se quest'ultimo è accoppiato al cambio DSG, i consumi sono leggermente inferiori, le prestazioni rimangono invariate (aumenta di un decimo di secondo lo stacco 0-100 per la Wagon e, sempre per la versione più grossa, diminuisce di 1 km/h la velocità massima) e le emissioni diminuiscono.
L’anno successivo anche il motore 1.6 da 102 CV viene sostituito da un motore sovralimentato; in particolare si tratta di un motore 1.2 TSI da 105 CV.
Alla fine del 2012 viene rimpiazzata dalla Octavia di terza generazione(Octavia mk3)

### Motorizzazioni
| Modello           | Disponibilità    | Motore      | Cilindrata (cm³) | Potenza         | Coppia massima (Nm) | Emissioni CO2 (g/km) | 0–100 km/h (secondi) | Velocità max (km/h) | Consumo medio (km/l) |
| 1.2 TSI           | dal 2009 al 2013 | Benzina     | 1197             | 77 kW (105 CV)  | 175                 | 134                  | 10,8                 | 192                 | 16,9                 |
| 1.4 16V           | dal 2004 al 2006 | Benzina     | 1390             | 55 kW (75 CV)   | 126                 | 166                  | 15,5                 | 170                 | 13,7                 |
| 1.4 16V           | dal 2006 al 2008 | Benzina     | 1390             | 59 kW (80 CV)   | 132                 | 166                  | 15,5                 | 170                 | 13,7                 |
| 1.4 TSI           | dal 2008 al 2013 | Benzina     | 1390             | 90 kW (122 CV)  | 200                 | 148                  | 9,7                  | 203                 | 15,1                 |
| 1.6               | dal 2004 al 2009 | Benzina     | 1595             | 75 kW (102 CV)  | 148                 | 178                  | 12,3                 | 190                 | 12,8                 |
| 1.6 16V FSI       | dal 2004 al 2008 | Benzina     | 1598             | 85 kW (115 CV)  | 155                 | 168                  | 11,2                 | 198                 | 13,8                 |
| 1.8 TSI           | dal 2007 al 2013 | Benzina     | 1781             | 118 kW (160 CV) | 250                 | 158                  | 7,8                  | 223                 | 13,7                 |
| 2.0 16V FSI       | dal 2004 al 2007 | Benzina     | 1984             | 110 kW (150 CV) | 200                 | 182                  | 9,3                  | 213                 | 12,5                 |
| 2.0 TFSI RS       | dal 2005 al 2013 | Benzina     | 1984             | 147 kW (200 CV) | 280                 | 175                  | 7,3                  | 240                 | 12,7                 |
| 1.6 TDI CR        | dal 2009 al 2013 | Diesel      | 1598             | 77 kW (105 CV)  | 250                 | 119                  | 11,8                 | 190                 | 21,2                 |
| 1.9 TDI           | dal 2004 al 2009 | Diesel      | 1896             | 77 kW (105 CV)  | 250                 | 140                  | 11,8                 | 192                 | 18,0                 |
| 2.0 TDI           | dal 2004 al 2009 | Diesel      | 1968             | 103 kW (140 CV) | 320                 | 156                  | 9,7                  | 207                 | 16,2                 |
| 2.0 TDI CR        | dal 2009 al 2013 | Diesel      | 1968             | 103 kW (140 CV) | 320                 | 156                  | 9,5                  | 211                 | 16,7                 |
| 2.0 TDI/170 CV    | dal 2006 al 2009 | Diesel      | 1968             | 125 kW (170 CV) | 350                 | 159                  | 8,4                  | 223                 | 15,9                 |
| 2.0 TDI/170 CV CR | dal 2009 al 2013 | Diesel      | 1968             | 125 kW (170 CV) | 350                 | 159                  | 8,3                  | 226                 | 16,9                 |
| 1.6 GPLine        | dal 2008 al 2011 | Benzina/GPL | 1595             | 75 kW (102 CV)  | 148                 | 169                  | 12,8                 | 190                 | 13,3                 |

## Terza generazione (Typ 5E; 2012-2019)
Alla fine del 2012 è presentata la nuova serie della Škoda Octavia, entrata in commercio all'inizio del 2013. 

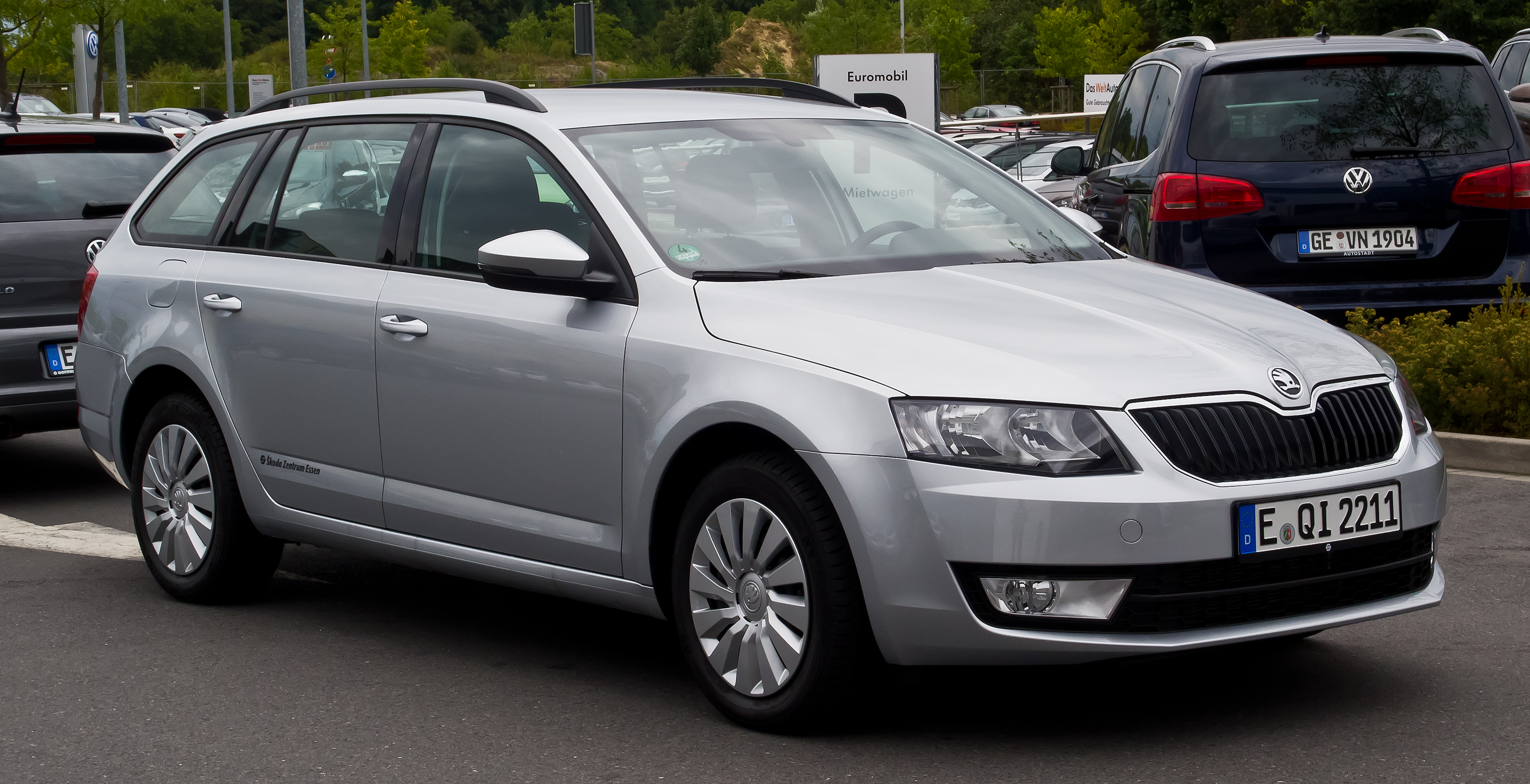
Škoda Octavia Familiare III serie

L'auto è stata rinnovata sia nella meccanica che sotto il profilo estetico, ora più spigoloso e lineare. In particolare la nuova Octavia, disegnata da Jozef Kabaň, ricorda la concept car VisionD presentata nel 2011. Anche con questa terza serie si ha un incremento dimensionale rispetto alla precedente sia in lunghezza (+90 mm) sia in larghezza (+45 mm). Inoltre il passo è stato allungato di 80 mm; come conseguenza si ha un incremento nella spaziosità interna sia per quanto riguarda i sedili posteriori sia per il baule da 590 litri, ai vertici della categoria per cubatura e per sfruttabilità grazie al portellone posteriore.
Il nuovo modello si basa sul pianale modulare trasversale MQB, in comune con tutte le nuove nate del gruppo Volkswagen (in particolare VW Golf VII, Seat Leon e Audi A3). Lo stesso vale per tutta la linea dei propulsori e dei cambi che pur avendo cilindrate e prestazioni simili alla generazione precedente sono stati completamente riprogettati da zero. Grazie al nuovo pianale e all'uso di acciai ad alta resistenza, risulta più leggera fino a 102 kg rispetto alla precedente, favorendo così sia la dinamica di guida e i consumi.
Le motorizzazioni al debutto ricalcano quelle della serie precedente. Per quanto riguarda i motori a benzina sono confermate le unità sovralimentate 1.2 TSI da 105 CV, 1.4 TSI da 140 CV e 1.8 TSI da 180 CV. Per quanto riguarda i diesel, con tecnologia common-rail, sono invece disponibili il 1.6 TDI da 90 CV o 105 CV e il 2.0 TDI da 150 CV.
Anche questa serie è stata sottoposta nel 2013 ai crash test dell'Euro NCAP, ottenendo in questo caso il risultato di 5 stelle.
La terza generazione Octavia è poi la prima vettura Škoda dotata di radar anteriore e di una videocamera multifunzione. Il sensore radar nel paraurti anteriore controlla l'area di fronte al veicolo e valuta continuamente la distanza, la direzione e la velocità di tutti gli oggetti davanti ad essa (quindi non considera solo il traffico). Questo radar fornisce dati per due assistenti presenti all' interno dell'automobile: il primo è il Front Assistant (avviso d'impatto frontale e frenata di emergenza) il secondo è l'Adaptive Cruise Assistant (controllo adattivo della velocità). Una telecamera multifunzione monocromatica a fuoco fisso è montata sul parabrezza davanti allo specchietto retrovisore e consente di svolgere le seguenti funzioni: il Lane Assistant (sistema di mantenimento della corsia), l'Intelligent Light Assistant (controllo automatico degli abbaglianti) e il Traffic Sign Recognition (riconosce e mostra segnali stradali sui display del computer di bordo e della navigazione satellitare). Seguendo il motto della casa, il celebre simply clever, la Octavia offre degli oggetti per semplificare la vita di tutti i giorni: è presente il raschietto per il ghiaccio all'interno del coperchio del bocchettone di rifornimento del carburante, un piccolo cestino per la spazzatura all'interno del pannello della portiera e un tappetino a doppio lato (in gomma-tessuto) nel bagagliaio. Il tettuccio apribile panoramico è disponibile come optional (singolo per la versione berlina e doppio per la familiare).
La gamma di allestimenti comprende al debutto le versioni Active, Ambition ed Elegance. Si aggiungeranno poi anche le versioni sportive RS, la versione offroad Scout e gli allestimenti  Executive, con navigatore satellitare di serie.

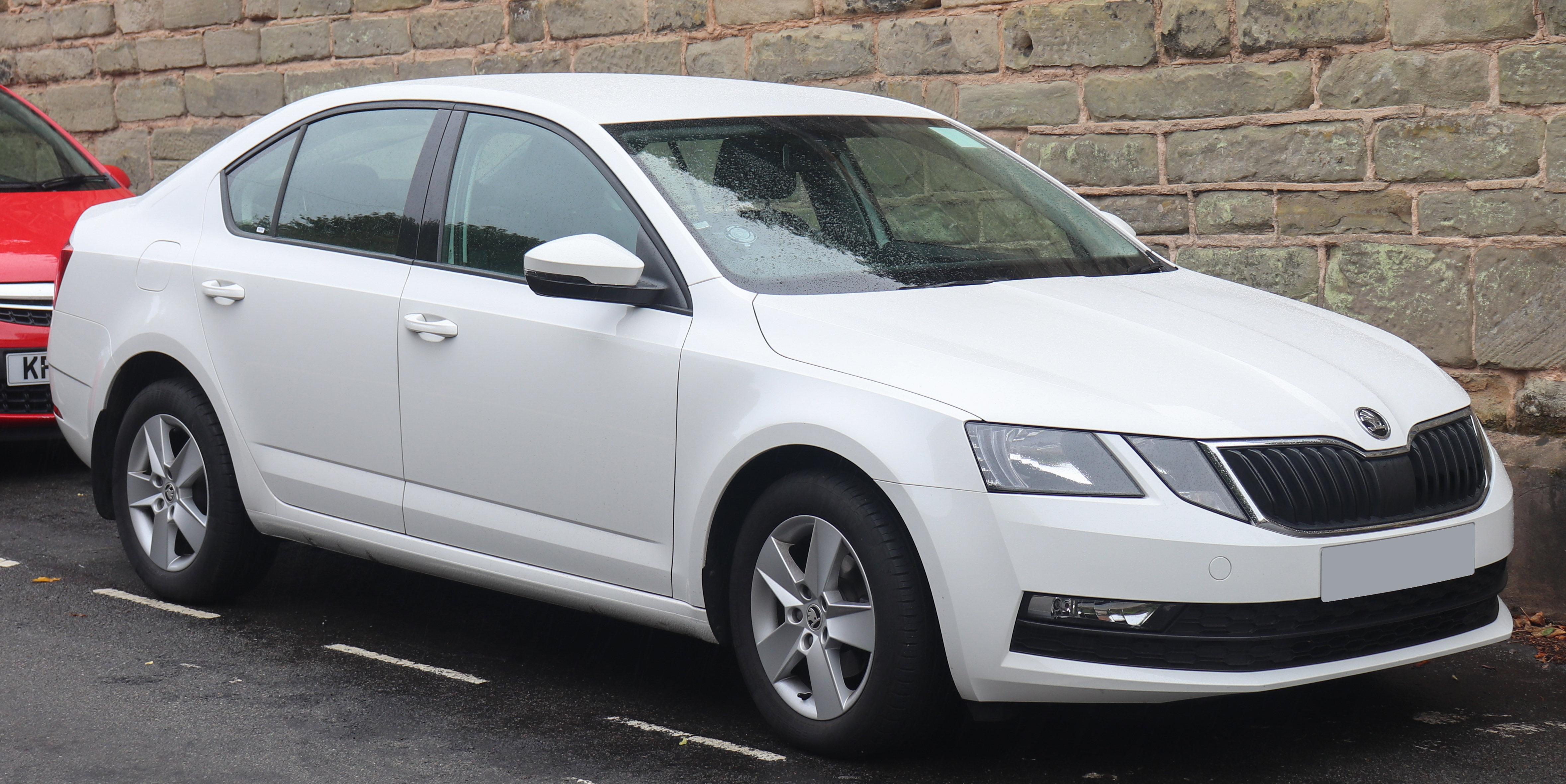
Octavia Restyling

### Evoluzione
Da maggio 2013, viene commercializzata anche la versione Station Wagon con una capacità di carico di 610 litri, superiore alla maggior parte delle sue concorrenti dirette.
Alla fine del 2013 debutta anche la versione RS, sia in versione berlina che station wagon. I motori disponibili sono due: un diesel 2.0 common-rail da 184 CV e un benzina 2.0 da 220 CV, gli stessi propulsori della VW Golf VII che equipaggiano rispettivamente le versioni GTD e GTI.
All'inizio del 2014, Škoda ha rivelato la versione Scout, variante Station-Wagon con sospensioni rialzate, rivestimenti in plastica e trazione integrale. 
Nel 2015 vengono riviste alcune motorizzazioni con lievi aumenti di potenza: i motori 1.2 TSI e 1.6 TDI erogano ora 110 CV, mentre il 1.4 TSI guadagna 10 CV arrivando a 150 CV. Inoltre debutta la 1.4 G-Tec alimentata a metano con una variante depotenziata del 1.4 che eroga 110 CV.

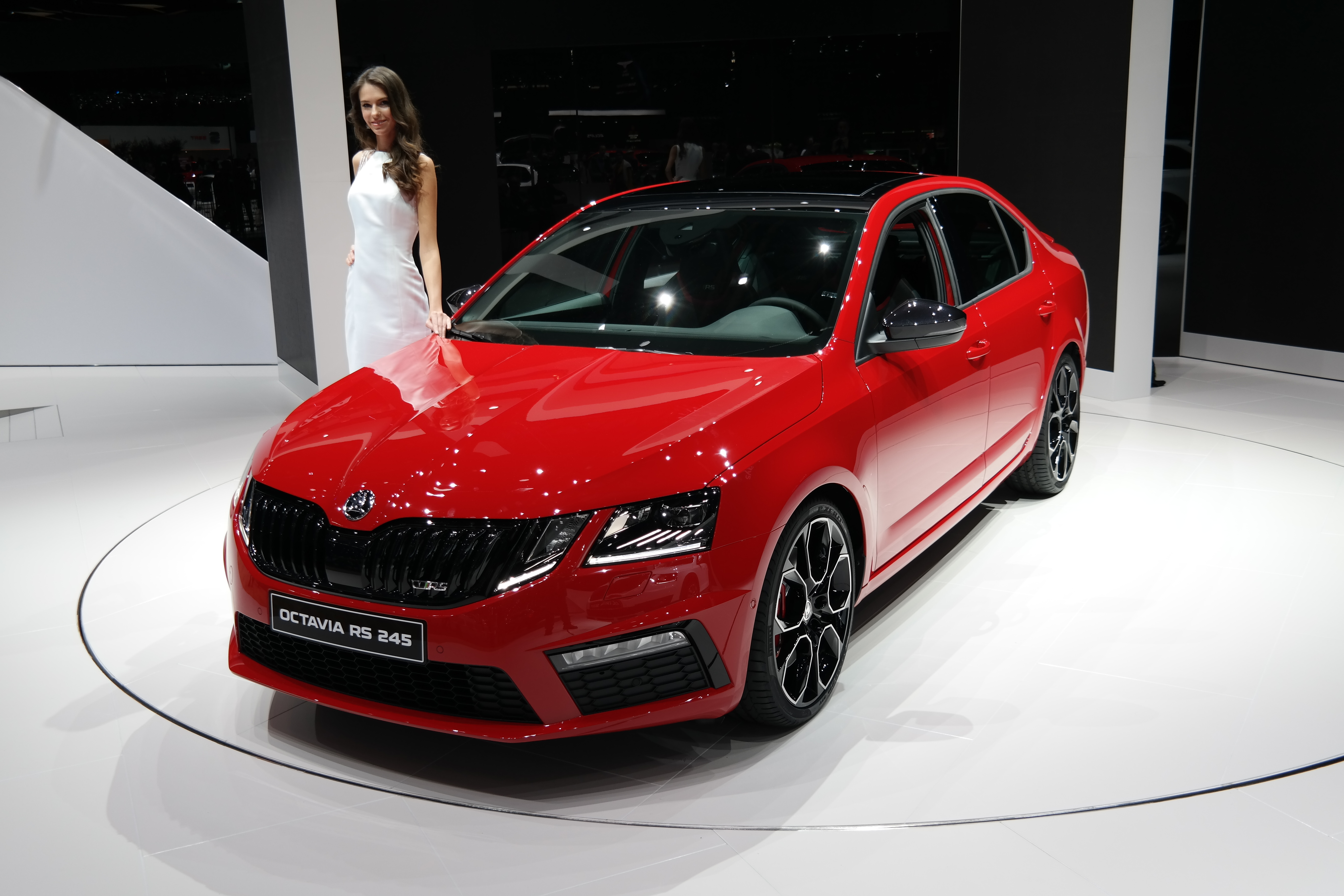
Octavia RS restyling 2017

Importanti aggiornamenti ai motori a benzina si hanno anche nel corso del 2016 quando il 1.2 TSI viene sostituito da un 1.0 TSI da 116 CV.

#### Restyling 2017
Nel 2017 viene sottoposta a un restyling che include l'adozione del nuovo sistema infotainment del gruppo Volkswagen da 6.5 e 9.2 pollici, un nuovo disegno del frontale con nuovi gruppi ottici anteriori ridisegnati e sdoppiati, nuovi fari posteriori a led e interni rivisti nei particolari.
Dal punto di vista meccanico il 1.6 TDI guadagna ulteriori 5 CV raggiungendo così i 115 CV; inoltre per la versione RS viene aggiornato il 2.0 TSI a benzina che raggiunge così i 230 CV. È stata inoltre inclusa una versione da 245 CV, come per la cugina Golf GTI restyling.
Nel 2018 il 1.4 TSI da 150 CV viene rimpiazzato dal 1.5 TSI ACT di pari potenza con disattivazione parziale dei cilindri. Negli anni successivi non si hanno importanti novità e la gamma rimane inalterata fino al 2019 quando viene presentata la quarta generazione di Octavia.

### Motorizzazioni
| Modello           | Disponibilità    | Motore         | Cilindrata (cm³) | Potenza         | Coppia massima (Nm) | Emissioni CO2 (g/km) | 0–100 km/h (secondi) | Velocità max (km/h) | Consumo medio (km/l) |
| 1.0 TSI           | dal 2016 al 2019 | Benzina        | 999              | 85 kW (115 CV)  | 200                 | 105                  | 10,2                 | 200                 | 22,2                 |
| 1.2 TSI           | dal 2013 al 2015 | Benzina        | 1197             | 77 kW (105 CV)  | 175                 | 114                  | 10,3                 | 196                 | 20,4                 |
| 1.2 TSI           | dal 2015 al 2016 | Benzina        | 1197             | 77 kW (110 CV)  | 175                 | 114                  | 10,2                 | 199                 | 20,4                 |
| 1.4 TSI           | dal 2013 al 2015 | Benzina        | 1390             | 103 kW (140 CV) | 250                 | 121                  | 8,4                  | 215                 | 18,9                 |
| 1.4 TSI           | dal 2015 al 2016 | Benzina        | 1390             | 110 kW (150 CV) | 250                 | 118                  | 8,3                  | 219                 | 20,0                 |
| 1.5 TSI ACT       | dal 2018 al 2019 | Benzina        | 1498             | 110 kW (150 CV) | 250                 | 115                  | 8,3                  | 223                 | 19,6                 |
| 1.8 TSI           | dal 2013 al 2014 | Benzina        | 1798             | 132 kW (180 CV) | 250                 | 141                  | 7,3                  | 231                 | 16,4                 |
| 2.0 TSI RS        | dal 2013 al 2017 | Benzina        | 1984             | 162 kW (220 CV) | 350                 | 139                  | 6,8                  | 248                 | 16,7                 |
| 2.0 TSI RS        | dal 2017 al 2018 | Benzina        | 1984             | 169 kW (230 CV) | 350                 | 142                  | 6,7                  | 250                 | 16,1                 |
| 2.0 TSI RS        | dal 2017 al 2019 | Benzina        | 1984             | 180 kW (245 CV) | 370                 | 154                  | 6,6                  | 250                 | 14,7                 |
| 1.6 TDI CR        | dal 2013 al 2019 | Diesel         | 1598             | 66 kW (90 CV)   | 230                 | 109                  | 12,3                 | 183                 | 24,4                 |
| 1.6 TDI CR        | dal 2013 al 2015 | Diesel         | 1598             | 77 kW (105 CV)  | 250                 | 99                   | 10,8                 | 194                 | 26.3                 |
| 1.6 TDI CR        | dal 2015 al 2017 | Diesel         | 1598             | 81 kW (110 CV)  | 250                 | 99                   | 10,6                 | 197                 | 26.3                 |
| 1.6 TDI CR        | dal 2017 al 2019 | Diesel         | 1598             | 85 kW (115 CV)  | 260                 | 99                   | 10,4                 | 200                 | 26.3                 |
| 2.0 TDI CR        | dal 2013 al 2019 | Diesel         | 1968             | 110 kW (150 CV) | 320                 | 106                  | 8,5                  | 218                 | 24,4                 |
| 2.0 TDI/184 CV CR | dal 2013 al 2019 | Diesel         | 1968             | 135 kW (184 CV) | 380                 | 129                  | 8,1                  | 232                 | 20,4                 |
| 1.4 TSI G-Tec     | dal 2015 al 2018 | Benzina/Metano | 1395             | 81 kW (110 CV)  | 200                 | 94                   | 10,9                 | 195                 | 20,0                 |

## Quarta generazione (NX; dal 2019)

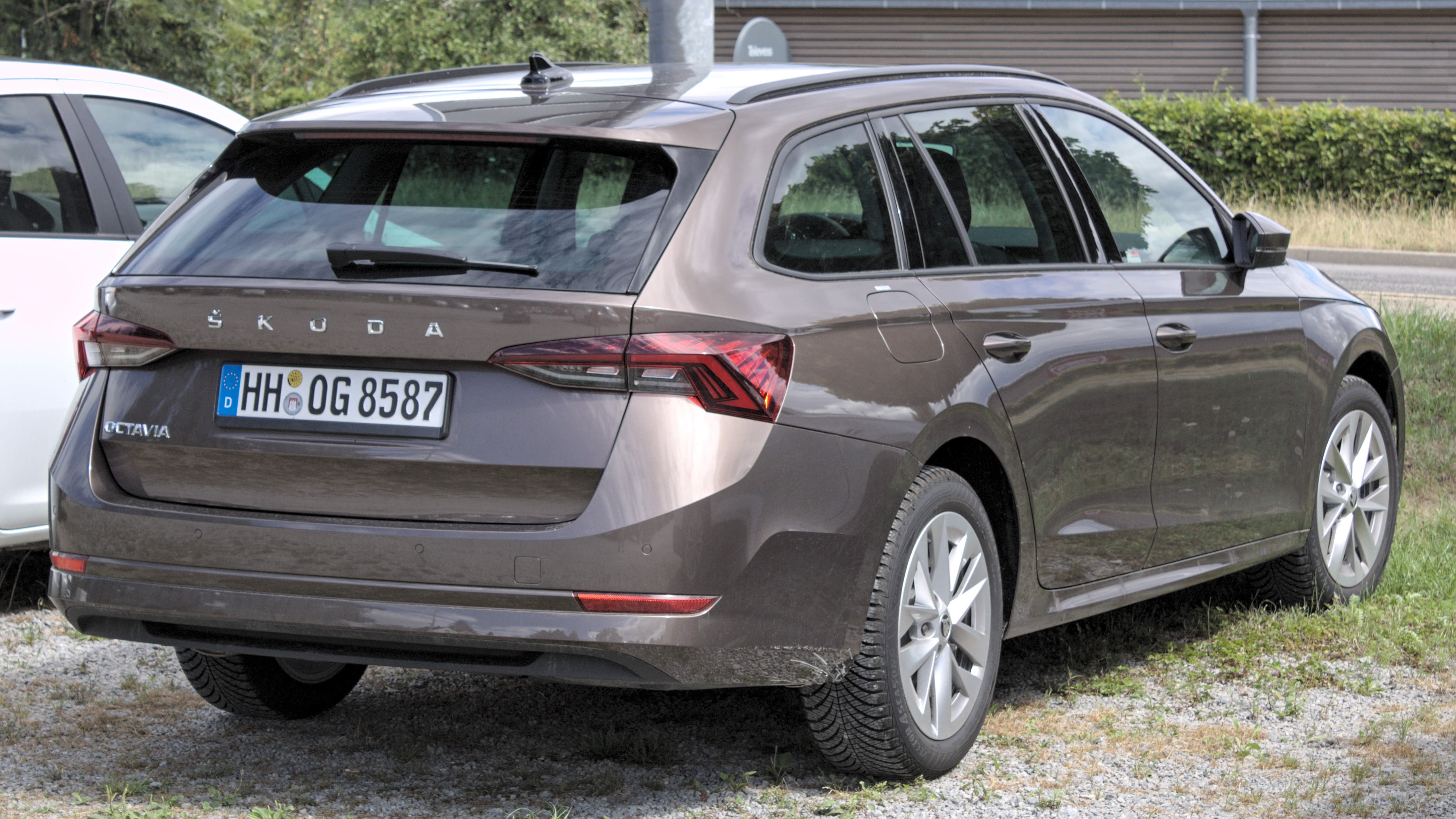
Škoda Octavia IV Familiare

L'11 novembre 2019 è presentata la nuova serie della Škoda Octavia, entrata in commercio all'inizio del 2020.
Come per la VW Golf VIII dal quale deriva, l'Octavia IV si basa sull'ulteriormente sviluppato pianale modulare trasversale MQB del Gruppo Volkswagen. A cambiare è soprattutto l'abitacolo, profondamente rinnovata negli interni dove molte funzioni sono integrate nel touch screen nella console centrale con una diagonale dello schermo da 8,25 a 10 pollici

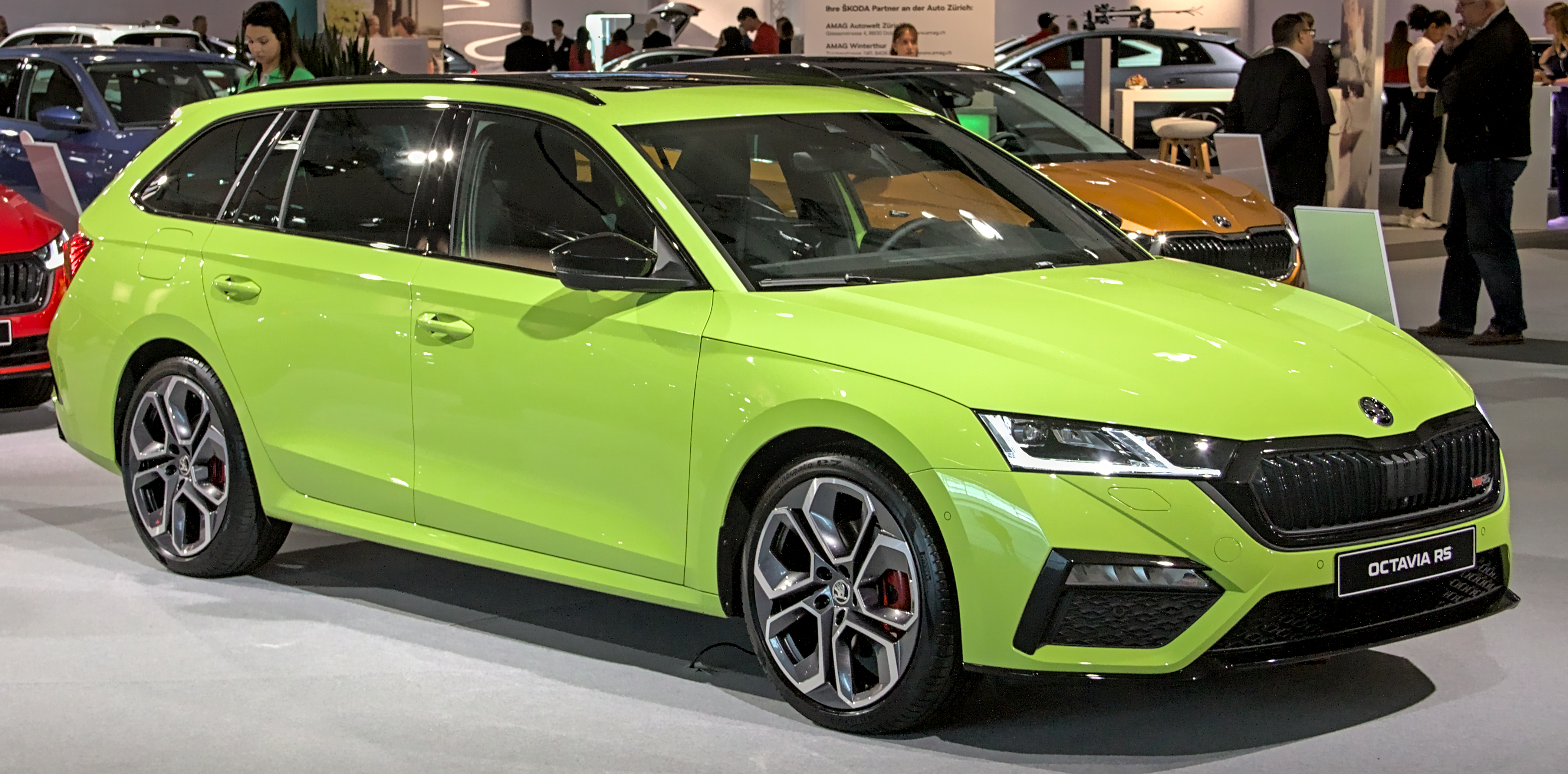
Škoda Octavia RS

Dal punto di vista motoristico, dopo la Superb IV, Octavia IV è il secondo modello Škoda con una motorizzazione ibrida plug-in, composta da un motore a benzina TSI da 1,4 litri con 110 kW (150 CV) e un motore elettrico da 85 kW; la potenza totale è di 150 kW. Inoltre, diversi motori a benzina sono dotati di tecnologia mild hybrid.

### Octavia RS
Il debutto dei modelli più sportivi RS iV era prevista per il Salone di Ginevra nel marzo 2020, ma a causa della pandemia di COVID-19 e della conseguente cancellazione del salone, si è svolta nello stabilimento di Škoda a Mladá Boleslav. L'Octavia RS iV è alimentata dallo stesso motore ibrido plug-in utilizzata  sulla Golf VIII GTE dalla potenza di 180 kW (245 CV), e accelera a 100 km/h in 7,3 secondi raggiungendo una velocità massima di 225 km/h. La batteria agli ioni di litio ha una capacità di 13 kWh e consente un'autonomia in sola modalità elettrica di circa 60 km.

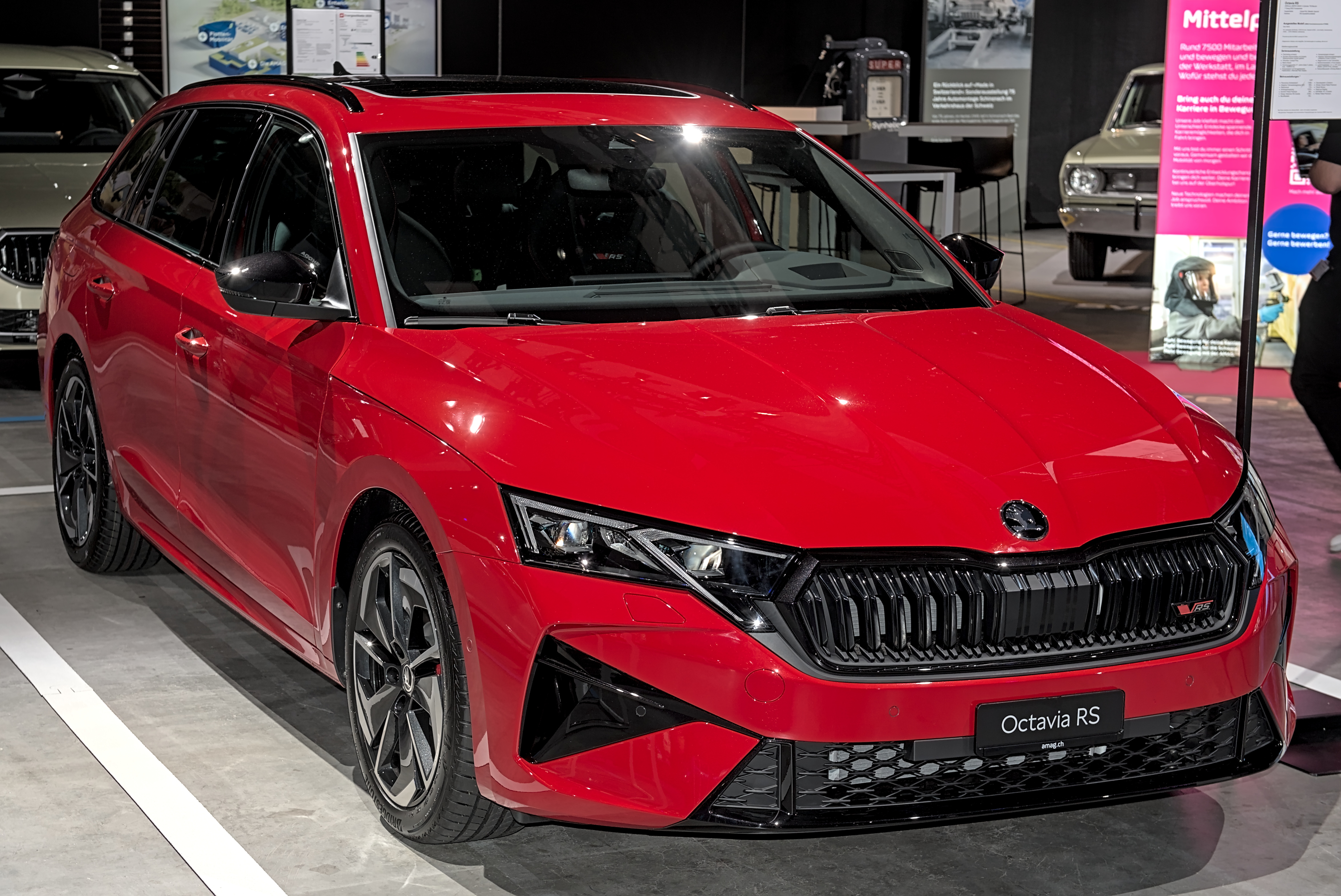
Octavia RS Restyling

All'inizio di luglio 2020, la Škoda ha presentato anche la versione normale con il motore endotermico a benzina da 2,0 litri da 180 kW (245 CV) derivato dalla Golf VIII GTI e una variante con motore diesel da 2,0 litri da 147 kW (200 CV) condivisa con la Golf VIII GTD.

### Restyling 2024
Il 14 febbraio 2024 è stato presentato il restyling. Le modifiche riguardano la griglia, paraurti anteriore e posteriore, fari (con l'opzione dei matrix LED di seconda generazione) e luci posteriori, nuovi colori esterni, nuovi design dei cerchi in lega, uso di materiali sostenibili per i rivestimenti dei sedili, nuovi colori e tessuti per il cruscotto con grafica aggiornata per il quadro strumenti, maggiori funzionalità per il sistema multimedia, aggiornamento miglioramenti dei dispositivi sicurezza e più potenza per la versione Octavia RS.